# Войцехув (Мазовецьке воєводство)
Войцехув (пол. Wojciechów) — село в Польщі, у гміні Ястшембія Радомського повіту Мазовецького воєводства.
Населення — 269 осіб (2011).
У 1975-1998 роках село належало до Радомського воєводства.

## Демографія
Демографічна структура станом на 31 березня 2011 року:
|          | Загалом | Допрацездатний вік | Працездатний вік | Постпрацездатний вік |
| -------- | ------- | ------------------ | ---------------- | -------------------- |
| Чоловіки | 135     | 38                 | 86               | 11                   |
| Жінки    | 134     | 26                 | 84               | 24                   |
| Разом    | 269     | 64                 | 170              | 35                   |